# Compsobuthus jakesi
Espèce
Compsobuthus jakesi est une espèce de scorpions de la famille des Buthidae.

## Distribution
Cette espèce se rencontre en Irak dans la province d'An-Najaf et en Iran dans les provinces de Bushehr, d'Ilam et du Khouzistan,.

## Description
Le mâle holotype mesure 28,2 mm et la femelle paratype 30 mm.

## Étymologie
Cette espèce est nommée en l'honneur d'Oldřich Jakeš.

## Publication originale
- Kovařík, 2003 : « Eight new species of Compsobuthus Vachon, 1949 from Africa and Asia (Scorpiones: Buthidae). » Serket, vol. 8, no 3, p. 87-112 (texte intégral).